# Bülent Korkmaz (arquero)
Bülent Korkmaz (5 de marzo de 1975) es un deportista turco que compite en tiro con arco adaptado. Ganó una medalla de plata en los Juegos Paralímpicos de Tokio 2020, en la prueba compuesto por equipos (clase abierta).

## Palmarés internacional
| Juegos Paralímpicos | Juegos Paralímpicos | Juegos Paralímpicos | Juegos Paralímpicos                       |
| Año                 | Lugar               | Medalla             | Prueba                                    |
| ------------------- | ------------------- | ------------------- | ----------------------------------------- |
| 2020                | Tokio (Japón)       | Medalla de plata    | Compuesto por equipos clase abierta mixto |